# Michał Urbaniak

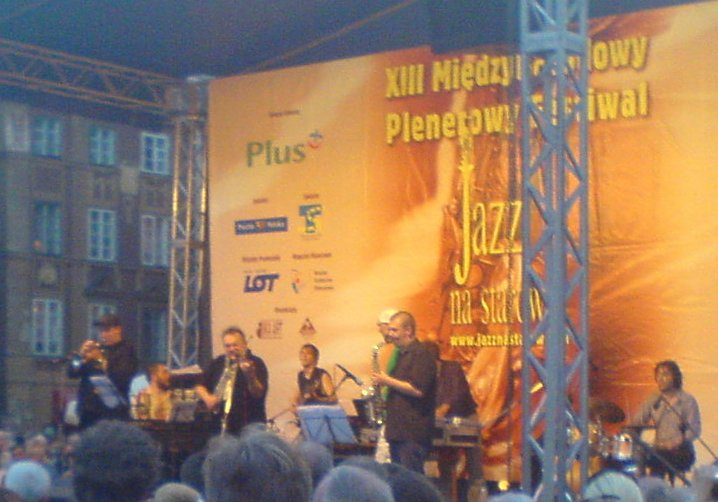
Michał Urbaniak (violino) na 13ª edição do Festival "Jazz na Starówce", em 2007.

Michał Urbaniak (Varsóvia, 22 de janeiro de 1943) é um músico e compositor polonês. Jazzista, toca principalmente o violino, lyricon e o saxofone durante os concertos e as gravações. Ele teve papel importante no desenvolvimento do jazz fusion nas décadas de 1970 e de 1980, introduzindo elementos do folk, do R&B, do hip hop e da música sinfônica no jazz.

## Biografia
Urbaniak iniciou seus estudos musicais aos seis anos em Łódź com o violino e posteriormente com outros instrumentos, continuando-os a partir de 1961 em Varsóvia, nas aulas de Tadeusz Wrońsk. Autodidata no saxofone, ele inicialmente tocou numa banda de Dixieland e mais tarde com Zbigniew Namysłowsk e os "Jazz Rockers", com os quais ele se apresentou durante o Festival Jazz Jamboree em 1961. Posteriormente, ele foi convidado a tocar com Andrzej Trzaskowski e fez turnê pelos Estados Unidos com sua banda, "The Wreckers", em 1962, passando por Newport, San Francisco, Chicago, Washington e New York City.
Depois de retornar à Polônia, ele juntou-se ao quinteto de Krzysztof Komeda de 1962 a 1964. Juntos, eles partiram para a Escandinávia, onde após terminar vários contratos, Urbaniak permaneceu até 1969. Lá ele criou uma banda com Urszula Dudziak, que mais tarde viria a ser sua esposa, e Wojciech Karolak, que obteve considerável sucesso e mais tarde tornou-se a base para a famosa "Michał Urbaniak fusion".
Após o retorno de Urbaniak à Polônia e ao violino (que ele abandonara pelo saxofone durante o tempo que passou na Escandinávia), ele criou o "Michał Urbaniak Group", para o qual ele convidou, dentre outros, Adam Makowicz (piano) e Urszula Dudziak (vocais). Eles gravaram seu primeiro álbum internacional, Parathyphus B, e tocou em muitos festivais, inclusive no Jazz Jamboree de 1969 a 1972. Durante o Festival de Jazz de Montreux de 1971, Urbaniak recebeu o "Grand Prix" por melhor solista e uma bolsa de estudo na prestigiosa Berklee College of Music em Boston. Após muitos concertos de sucesso na Europa e nos Estados Unidos, em maio de 1973 ele tocou pela última vez diante do público polonês, antes de ter emigrado com Urszula Dudziak em 11 de setembro de 1973 para os Estados Unidos, onde ele vive até hoje.
Apesar de ter recebido um prêmio pela Berklee College of Music, ele não estudou lá. Recomendado por John H. Hammond, Urbaniak assinou a contrato com a Columbia Records, que lançou o álbum alemão-ocidental Super Constellation com o nome Fusion. Para a turnê promocional, ele convidou músicos poloneses: Czesław Bartkowski, Paweł Jarzębski e Wojciech Karolak. Em 1974, Urbaniak formou a banda Fusion e introduziu elementos melódicos e rítmicos da música folclórica polonesa em seu estilo nova-iorquino. Urbaniak continuou sua jornada musical com vários projetos inovadores, tais como: Urbanator (a primeira banda que fundiu o rap e o hip-hop com jazz), Urbanizer (projeto com sua banda e um grupo vocal de R&B com quatro integrantes em 1978) e UrbSymphony, (que em 27 de janeiro de 1995 reuniu um grupo de jazz com rap e foi gravado em CD e DVD com uma orquestra sinfônica de 60 integrantes)
Desde 1970 Urbaniak toca num violino personalizado, de cinco cordas, com sintetizador, saxofones soprano, alto e tenor e no lyricon (trompa elétrica, semelhante ao sax). Seu fusion com uma pitada de folclore tornou-se comum entre os jazzistas americanos e também oferecendo oportunidades para muitos novos músicos (Harold Williams, Steve Jordan, Marcus Miller, Kenny Kirkland, Omar Hakim e Victor Bailey. Urbaniak começou a tocar em clubes muito conhecidos, tais como o Village Vanguard e o Village Gate, em casas de concertos famosas, tais como o Carnegie Hall, o Beacon Theatre e o Avery Fisher Hall. Nesse período ele se apresentou com vários artistas: Weather Report, Freddie Hubbard, Elvin Jones, Herbie Hancock, Chick Corea, George Benson e Billy Cobham. 
Urbaniak convidou e foi convidado por vários jazzistas famosos, dentre eles Lenny White, Wayne Shorter, Marcus Miller, Joe Zawinul, Ron Carter, Kenny Barron, Buster Williams e Quincy Jones. Em 1985, ele foi convidado para tocar durante as gravações de Tutu com o "pai" do fusion, Miles Davis. Diz-se que Davis teria dito na ocasião: "Consigam-me esse violinista polonês, ele tem o som!"

## Discografia[3]
- Paratyphus B (1970)
- Inactin (1971)
- New Violin Summit (com Don "Sugarcane" Harris, Jean-Luc Ponty, Nipso Brantner, Terje Rypdal, Wolfgang Dauner, Neville Whitehead e Robert Wyatt) (1972)
- Super Constellation (and Constellation In Concert) (1973)
- Polish Jazz (1973)
- Atma (1974)
- Fusion (1974)
- Funk Factory (1975)
- Fusion III (1975)
- Body English (1976)
- Urbaniak (1977)
- Ecstasy (1978)
- Music For Violin And Jazz Quartet (1980)
- Serenade for The City (1980)
- New York Five at the Village Vanguard (1989)
- Songs For Poland (1989)
- Milky Way, Some Other Blues, Mardin (1990)
- Cinemode (1990)
- Songbird (1991)
- Burning Circuits, Urban Express, Manhattan Man (1992)
- Urbanator (1993)
- Code Blue (1996)
- Urbanator II (1996)
- Urbaniax (1998)
- Fusion (1999)
- Sax, Love & Cinema (2001)
- I Jazz Love You (2004)
- Urbanator III (2005)
- Jazz Legends" #1 (2006
- Jazz Legends" #2 (2007)
- Jazz Legends" #3 (2008)
- Jazz Legends" Box (2008)